# Nuapada
Nuapada (hindi: नुआपड़ा) är ett distrikt i den indiska delstaten Odisha.